# Phare d'Økshamaren
Le phare d'Økshamaren (en norvégien : Økshamaren fyr) est un feu côtier situé dans la commune de Austevoll, dans le comté de Vestland (Norvège). C'est un phare privé.
Le phare ancien est classé patrimoine culturel par le Riksantikvaren depuis 1998 .

## Histoire
Le phare est situé sur la petite île de Selbjørn.
La première maison-phare a été mise en service en 1849 , de façon provisoire, pour la pêche au hareng. Puis un logement de fonction a été construit. En 1875, une nouvelle maison a été construite avec un objectif de 4e ordre, d'une puissance de 170 candelas. Sa hauteur focale était de 40 m de haut, avec une portée de 9.5 milles nautiques (environ 17.5 km). Il a été mis hors service en 1918. Mais le bâtiment est maintenant classé.
Il a été remplacé, en 1918, par une petite tour octogonale construite à 80 m du premier.

## Description
Le phare actuel  est une petite tour octogonale blanche de 4 mètres de haut, avec une lanterne rouge. Son feu à occultations émet, à une hauteur focale de 22 mètres, un éclat blanc, rouge et vert selon différents secteurs toutes les 8 secondes. Sa portée nominale est de 9.5 milles nautiques (environ 17.5 km).
Identifiant : ARLHS : NOR-286 ; NF-1564 - Amirauté : B3760 - NGA : 3448 .
|                |
| L'ancien phare |

|              |
| Ancien phare |

### Lien connexe
- Liste des phares de Norvège